# عزبة طرابنبا
قرية عزبة طرابنبا هي إحدى القرى التابعة لمركز دمنهور في محافظة البحيرة في جمهورية مصر العربية. حسب إحصاءات سنة 2006، بلغ إجمالي السكان في عزبة طرابنبا 4247 نسمة، منهم 2161 رجل و2086 امرأة.